# Никандров, Николай Никандрович
Никола́й Ника́ндрович Ника́ндров (1878—1964), настоящая фамилия Шевцов — русский и советский писатель, революционер-подпольщик.

## Биография
Сын почтового служащего. Ребёнком попал в Крым, который полюбил на всю жизнь. Учился в Севастополе, затем в Москве и Петербурге. Встреча с Л. Н. Толстым в 1898 году сильно повлияла на жизнь Шевцова. Участвовал в революционном кружке, в 1899 году был исключён из Лесного института.
В 1906 году участвовал в планировании, а возможно, и в осуществлении убийства эсерами командующего Черноморским Флотом Григория Павловича Чухнина. Перешёл на нелегальное положение, затем был сослан в Архангельскую губернию. Эта ссылка дала ему материал для рассказа «Бывший студент» (1909). Эмигрировал, живя в Европе, зарабатывал физическим трудом. Одновременно публиковался в крупнейших российских журналах. Вернулся в страну уже известным прозаиком.
После революции пережил лишения и голод. С середины 1930-х годов перестал печататься и жил незаметно в Крыму, зарабатывая торговлей на рынке, только на время войны переезжал в Москву. Ценный архив Шевцова-Никандрова сожгли в Севастополе немцы. После войны его снова начинают переиздавать, и он предпринимает попытки вернуться в литературу. В 1957 году получил высшую по тому времени пенсию — 120 рублей. Скончался писатель в бедной комнате на Арбате. Похоронен на старой территории Троекуровского кладбища в Москве.

## Творчество
По мнению А. И. Куприна,
У него, кроме всех достоинств, еще одно большое: есть юмор — хороший, здоровый юмор…
Литературовед А. В. Храбровицкий писал:
Детская и морская тематика были им исчерпаны, а сатирическое дарование не могло найти применения. … Он хорошо видел и слышал, очень пластично передавал, но проникновение в суть явлений, в глубины человеческой психики было ему недоступно. Он ничего не читал и не развивался умственно. То, что он хорошо знал с детства — море, рыбаки, дети у моря, городское мещанство, полиция и охранка — он изобразил верно и красочно. Этого хватило на одну книгу.

## Произведения

### Романы
- 1926—1928 — «Путь к женщине»

### Повести
- 1909 — Береговой ветер.
- 1912 — Во всем дворе первая.
- 1923 — Диктатор Пётр.
- 1923 — Профессор Серебряков.
- 1924 — Рынок любви.
- 1925 — Любовь Ксении Дмитриевны.
- 1925 — Скотина.
- 1926 — Ночь.
- 1929 — Никита Шибалин.
- 1934 — Морские просторы.
- 1952 — Чудо морское.

### Рассказы
- 1906 — Бунт.
- 1909 — Бывший студент.
- 1911 — Горячая.
- 1912 — Ротмистр Закатаев.
- 1916 — На Часовенной улице.
- 1923 — Волга весной (журнал Красная нива)
- 1925 — Гурты в степи.
- 1929 — Надя.
- 1929 — Лесосека.
- 1929 — Руда.
- 1929 — Плавучий дворец.
- 1930 — Красная рыба.
- 1934 — Кочевники моря.